# 予州家
予州家（よしゅうけ）は、室町時代に成立した伊予国河野氏の庶流（31代当主河野通之の子孫）を指す呼称。代々官途名を「伊予守」としたことに因むとされているが、通之は「対馬守」、同家の祖とされる息子の河野通元は「民部大輔」と称しており、正確な事実関係に基づく表現ではない。
応永元年（1394年）、河野氏30代当主河野通義が急死した際にその室は懐妊中であった。そのため、通義は生まれた子が男子で成人した場合には家督を譲ることを条件として弟の通之を後継者とした。誕生した通義の遺児は男子でその子が成長して河野通久と名乗ったため、通之は隠居して家督を通久に譲った。だが、通之の子である通元はこれに不満を抱き、通之が没すると通元は通久に反抗して家督を争うようになった。
通久の子・教通（惣領家）と通元の子・通春（予州家）の代になると家臣団を二分する争いが激化していくが、当時の室町幕府首脳（足利義政・畠山持国）は守護職であった惣領家を支持していた。ところが、細川勝元が管領に就任して幕府内での発言力を高めると、伊予に対する細川氏の影響力を拡大するために予州家を推すことになる。勝元が実権を握ると、教通に代わって通春が守護職に任じられて予州家が惣領家を圧倒するようになる。ところが、守護になった通春は勝元の傀儡にはならず独自の地位を確立しようとしたため、今度は勝元が通春の守護職を取り上げて伊予を攻めることになる。ところが、瀬戸内海の支配や日明貿易を巡って細川勝元と競合関係にあった周防国の大内政弘が通春を支援したため、その庇護下で予州家は支配を維持し続ける。やがて、応仁の乱が始まると、東軍の指導者である細川勝元に対抗するために大内政弘と河野通春は西軍に参加して上洛する。これを見た惣領家の河野教通は東軍に呼応して反撃を開始する。教通は乱後にその功が認められて、伊予の守護職に任じられた。
惣領家と予州家の対立は河野通宣（教通の子、刑部大輔）と河野通篤（通春の子）の代に入っても続けられたが、次第に予州家は衰退して惣領家の下で再統一が進められることになった（なお、河野氏の系譜では戦国期の当主である河野通政・通宣兄弟を予州家出身（通篤の孫）とするが、近年の研究では惣領家出身（通宣の孫）が正しいとされている）。